# Jean-Luc Van Den Heede
Pour les articles homonymes, voir Heede.
Jean-Luc Van Den Heede est un navigateur français né le 8 juin 1945 à Amiens. Il détient le record du plus grand nombre de passages du cap Horn en compétition, avec un total de 12 passages.

## Biographie

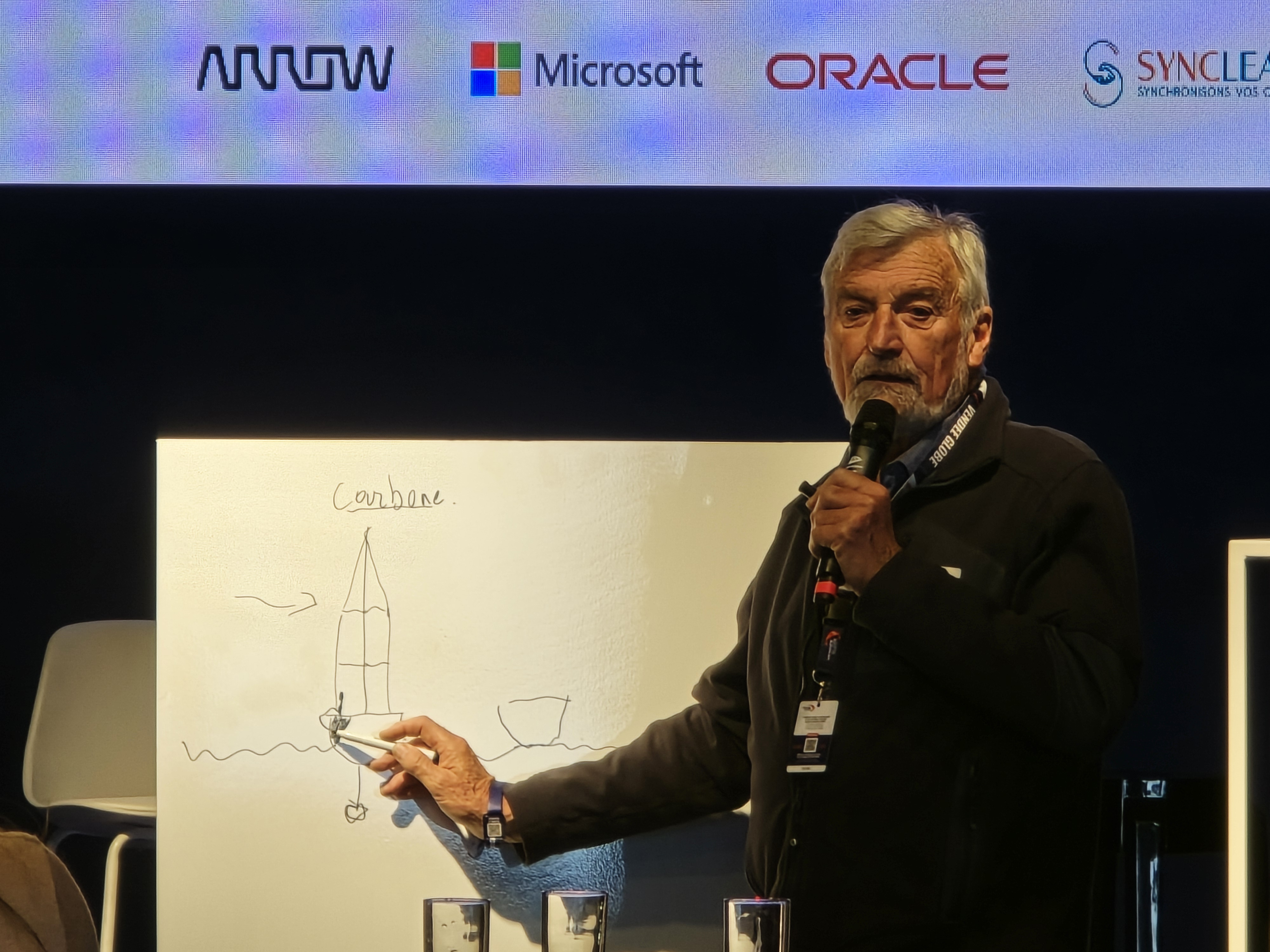
Jean-Luc Van Den Heede lors d'un événement professionnel en marge du Vendée Globe 2024-2025.

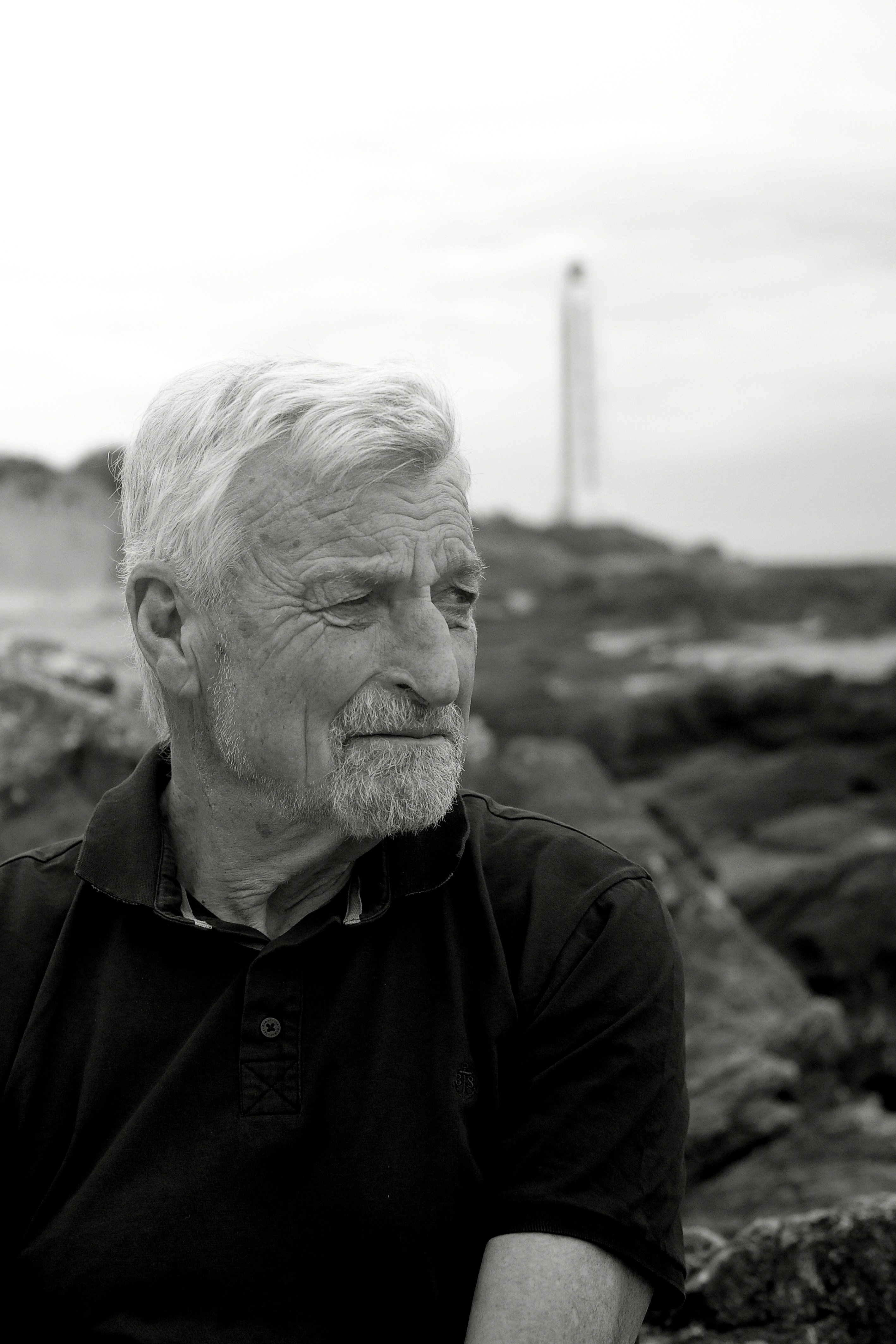
Jean-Luc Van Den Heede, devant le phare de l'Armandèche. Juin 2025.

Il commence à naviguer vers 17 ans, jusqu'à devenir moniteur aux Glénans. Il devient professeur de mathématiques et s'installe à Lorient, mais à partir de 1989 décide de consacrer sa vie entièrement à la voile. Dans ce milieu, il est souvent surnommé VDH. 
Il participe aux première et deuxième éditions du Vendée Globe.
Ayant reçu l'Ordre du Mérite maritime en 1992, il est fait Chevalier de la Légion d'Honneur en 2004 après avoir battu le record du « Global Challenge », un tour du monde à l'envers en solitaire, sur son bateau Adrien, prototype conçu par Gilles Vaton, et réalisé spécialement pour cette épreuve.
En 2005, il crée le groupe de rock « Globalement Vôtre » dont il est le chanteur. Son ami Hugues Aufray écrit pour lui sa chanson Aux vents solitaires. 
Le 1er juillet 2018, il participe au Golden Globe Race, qui célèbre un tour du monde historique sans escale et en solitaire, couru en 1968 et remporté par Robin Knox-Johnston. Le 29 janvier 2019, Van den Heede le remporte à son tour en 211 jours, 23 heures et 12 minutes, en franchissant la ligne d'arrivée au large des Sables-d'Olonne, âgé de 73 ans.
Conférencier, ses thèmes de prédilection sont tirés de son expérience de navigateur en solitaire et en équipage.

## Palmarès

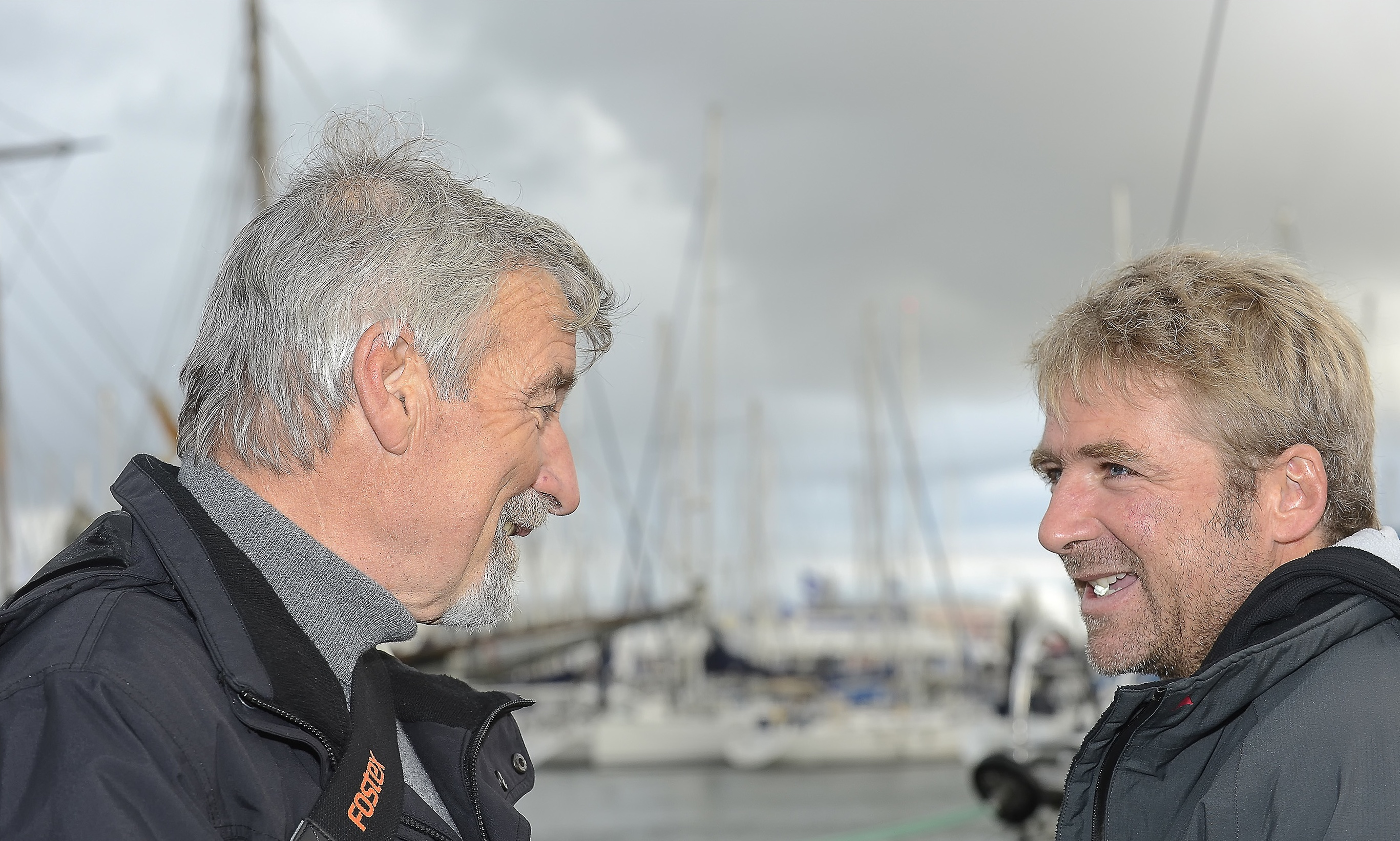
Jean-Luc Van Den Heede et Yann Eliès au départ du Vendée Globe 2012-2013.

- 1977 : 4e sur 19, de la Mini-Transat (Ténérife - Antigua, 2 690 milles), sur le prototype 351 - Muscadet, en 23 j 22 h 48 min
- 1979 : 2e sur 27, de la Mini-Transat (Penzance - Ténérife - Antigua, 4 080 milles), sur le prototype 35 - Gros Plant
- 1986 : 2e du BOC Challenge, sur Let's Go
- 1990 : 3e du Vendée Globe, sur 36.15 MET
- 1993 :
  - 2e du Vendée Globe, sur Sofap Helvim
  - 4e de la Transat Jacques Vabre
- 1995 : 3e du BOC Challenge, sur Vendée Entreprises
- 1996 : 1er champion du monde IMOCA (période 92/96)
- 1998 : 2e de la Route du Rhum, sur Algimouss
- 2004 : Record du tour du monde à la voile d'est en ouest en solitaire, sur Adrien, en 122 j 14 h 3 min 49 s[1]
- 2005 : Record du tour des îles britanniques en solitaire, sur Adrien, en 7 j 8 h 47 min[1]
- 2019 : 1er de la Golden Globe Race 2018, sur Matmut, un Rustler 36, arrivée le 29 janvier en 211 j 23 h 12 min[2]

Il a franchi le cap Horn à la voile à 12 reprises en course, ce qui constitue un record.

## Ouvrages
- Un globe à la force du poignet, Neptune Yachting, 1990,  (ISBN 2850182907)
- L'océan face à face, Endymion, réédition 2015  (ISBN 9791093690063)
- Le dernier loup de mer, Stock, 2019,  (ISBN 9782234088382)